# Ceil Lucas
Ceil Lucas (* 19. März 1951 als Ceil Kovac) ist eine US-amerikanische Linguistin und emeritierte Professorin der Gallaudet University, die vor allem für ihre Forschungen zur American Sign Language bekannt ist.

## Geburt und Ausbildung
Lucas wurde in den Vereinigten Staaten geboren, wuchs jedoch von seinem fünften bis zu seinem einundzwanzigsten Lebensjahr in Guatemala City und in Rom auf.
Lucas studierte am Whitman College in Walla Walla und erhielt ihren BA in Französisch und Kunstgeschichte. Später erwarb sie ihren MS und PhD (1980) in Linguistik an der Georgetown University. (Sie besitzt außerdem einen MA von der University of Texas at Austin.)

## Karriere
Im Jahr 1973 begann Lucas, Italienisch zu unterrichten und tut dies noch immer.
Lucas begann 1981 an der Gallaudet University zu unterrichten und war neben Robert Johnson und Scott Liddell eine der ersten Dozentinnen im neuen Graduiertenprogramm für Linguistik der Universität. Lucas war bis zu ihrer Pensionierung im Jahr 2014 Professorin im Fachbereich Linguistik der Gallaudet University.
Während ihrer Amtszeit bei Gallaudet war Lucas leitende Forscherin an zwei Forschungsprojekten im Bereich der Gebärdensprachenlinguistik. Das erste davon war das groß angelegte Projekt Sociolinguistic Variation In ASL (finanziert von der National Science Foundation, Fördernummern: SBR 9310116, SBR 9709522). Die Ergebnisse dieser Studie sind in dem Buch Sociolinguistic Variation In ASL (Lucas et al. 2001) zusammengefasst. (Die Ergebnisse der Pilotstudie werden im Einführungskapitel von Sociolinguistics in Deaf Communities (Lucas 1995) erörtert.) Das zweite Projekt erhielt den Titel The History and Structure of Black American Sign Language (finanziert von der The Spencer Foundation und der NSF, Fördernummern: BCS-0813736, DRL-0936085). Die Ergebnisse dieser Studie sind im Buch The Hidden Treasure of Black ASL: Its History and Structure (McCaskill et al. 2011) zusammengefasst.

## Ehrungen
Lucas ist derzeit Herausgeberin für Sign Language Studies beim Gallaudet University Press, eine Position, die sie seit 2009 innehat.
Im Jahr 2022 war Lucas eine der Empfängerinnen des Preises Linguistics, Language and the Public der LSA. Im Jahr 2023 wurde sie als Fellow der Linguistic Society of America aufgenommen.

## Bibliographie
- Kovac, Ceil. 1980. Children’s Acquisition of Variable Features. PhD dissertation, Georgetown University.
- Lucas, Ceil (ed.). 1990. Sign Language Research: Theoretical Issues. Washington, D.C.: Gallaudet University Press.
- Lucas, Ceil, and Clayton Valli. 1992. Language Contact in the American Deaf Community. Academic Press.
- Lucas, Ceil (ed.). 1995. Sociolinguistics in Deaf Communities. Washington, D.C.: Gallaudet University Press. ISBN 978-1-56368-345-9, ISSN 1080-5494.
- Lucas, Ceil (ed.). 1996. Multicultural Aspects of Sociolinguistics in Deaf Communities. Washington, D.C.: Gallaudet University Press. ISBN 978-1-56368-108-0.
- Lucas, Ceil (ed.). 1998. Pinky Extension and Eye Gaze: Language Use in Deaf Communities. Washington, D.C.: Gallaudet University Press. ISBN 978-1-56368-070-0, ISSN 1080-5494.
- Lucas, Ceil, Robert Bayley, and Clayton Valli. 2001. Sociolinguistic Variation in American Sign Language. Washington, D.C.: Gallaudet University Press. ISBN 978-1-56368-113-4, ISSN 1080-5494.
- Lucas, Ceil (ed.). 2001. The Sociolinguistics of Sign Languages. Cambridge University Press.
- Lucas, Ceil, Robert Bayley, and Clayton Valli. 2003. What's Your Sign for Pizza?: An Introduction to Variation in American Sign Language. Washington, D.C.: Gallaudet University Press. ISBN 978-1-56368-144-8.
- Lucas, Ceil (ed.). 2002. Turn-Taking, Fingerspelling, and Contact in Signed Languages. Washington, D.C.: Gallaudet University Press. ISBN 978-1-56368-128-8, ISSN 1080-5494.
- Lucas, Ceil (ed.). 2003. Language and the Law in Deaf Communities. Washington, D.C.: Gallaudet University Press. ISBN 978-1-56368-317-6.
- Valli, Clayton, Ceil Lucas, Kristin J. Mulrooney, and Miako N.P. Rankin. 2011. Linguistics of American Sign Language: An Introduction. 5th edition. Washington, D.C.: Gallaudet University Press. ISBN 978-1-56368-507-1.
- Carolyn McCaskill, Ceil Lucas, Robert Bayley, and Joseph Hill. 2011. The Hidden Treasure of Black ASL (Memento vom 29. Juni 2018 im Internet Archive). Washington, D.C.: Gallaudet University Press. ISBN 978-1-56368-489-0.
- Bayley, Robert, Richard Cameron, and Ceil Lucas. 2013. The Oxford Handbook of Sociolinguistics. Oxford University Press.
- Schembri, Adam C., and Ceil Lucas. 2015. Sociolinguistics and Deaf Communities. Cambridge University Press.